# جوان ديفيس
جوان ديفيس (بالإنجليزية: Joan Davis) (و. 1907 – 1961 م) هي ممثلة، وممثلة مسرحية، وممثلة تلفزيونية، من الولايات المتحدة الأمريكية، ولدت في سانت باول، مينيسوتا، توفيت في بالم سبرينغس، عن عمر يناهز 54 عاماً بسبب نوبة قلبية.

## وصلات خارجية
- جوان ديفيس على موقع IMDb (الإنجليزية)
- جوان ديفيس على موقع ألو سيني (الفرنسية)
- جوان ديفيس على موقع ميوزك برينز (الإنجليزية)
- جوان ديفيس على موقع أول موفي (الإنجليزية)
- جوان ديفيس على موقع قاعدة بيانات الأفلام السويدية (السويدية)
- جوان ديفيس على موقع إن إن دي بي (الإنجليزية)
- جوان ديفيس على موقع قاعدة بيانات الفيلم (الإنجليزية)
- جوان ديفيس على موقع كينوبويسك (الروسية)